# Saison 2015 de l'équipe cycliste Wiggle Honda
La Saison 2015 de l'équipe Wiggle Honda est la troisième de la formation. Mara Abbott, Jolien D'Hoore et Elisa Longo Borghini rejoignent notamment l'équipe tandis que Laura Trott et Linda Villumsen la quittent. La saison est très prolifique avec trente-cinq victoires sur les courses du calendrier UCI. Les coureuses de l'équipe remportent quatre des dix manches de la Coupe du monde. Dans le détails, Jolien D'Hoore s'impose sur le Tour de Drenthe et l'Open de Suède Vårgårda ; Elisa Longo Borghini gagne le Tour des Flandres et Giorgia Bronzini le Tour de l'île de Chongming. Longo Borghini inscrit également son nom au palmarès de la Route de France. Au moment du bilan, l'équipe est troisième de la Coupe du monde et du classement UCI. Jolien D'Hoore est la mieux classée de ce dernier classement et y occupe la troisième place.

## Préparation de la saison

### Partenaires et matériel de l'équipe

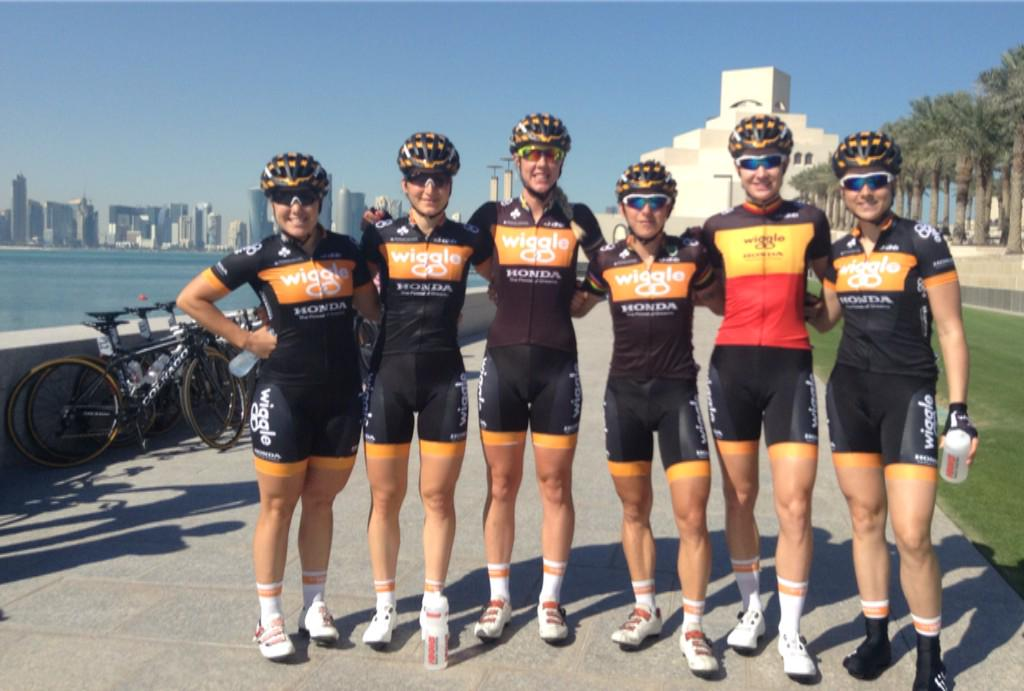
Wiggle Honda lors du Tour du Qatar 2015. (de gauche à droite : Chloe Hosking, Elisa Longo Borghini, Emilia Fahlin, Giorgia Bronzini, Jolien D'Hoore, Audrey Cordon)

Les partenaires principaux sont Wiggle, un site de vente d'équipement sportif en ligne, et Honda, un fabricant automobile. L'équipe roule sur des vélos Colnago. Ses autres sponsors sont : Campagnolo, High5, Bradley Wiggins foundation, dhb, Fi'z:ik, Lazer, Tacx, Muc-off, Deda Elementi, Vittoria, Look, Adidas, Skins, Craft, QM et Bike-Pure.

### Arrivées et départs
L'équipe enregistre de nombreux arrivées et départs. L'ancienne double vainqueur du Tour d'Italie Mara Abbott signe avec l'équipe. Trois recrues viennent de l'équipe Hitec Products. Il s'agit de la sprinteuse Chloe Hosking, la Française Audrey Cordon et surtout l'Italienne numéro dix mondiale Elisa Longo Borghini. Enfin, la prometteuse Anna Christian est la dernière signature. Deux spécialistes de la piste et de l'omnium en particulier qui courent également sur route viennent renforcer l'effectif : la championne de Belgique Jolien D'Hoore et l'Australienne Annette Edmondson.
Au niveau des départs, la gérante de l'équipe Rochelle Gilmore ne fait plus partie officiellement des coureuses. Parmi les pistarde, la championne olympique Laura Trott part pour la formation britannique Matrix Fitness-Vulpine tout comme Elinor Barker; Joanna Rowsell rejoint quant à elle l'équipe Pearl Izumi Sports Tours International. Rebecca Wiasak quitte également le groupe. Sur route, la spécialiste du contre-la-montre et des courses à étapes Linda Melanie Villumsen rejoint l'équipe UnitedHealthcare. Les autres départs sont : Beatrice Bartelloni, Charlotte Becker, Kathryn Bertine, Emily Collins, Jessica Mundy et Anna Bianca Schnitzmeier.
| Arrivées             | Équipe 2014      |
| -------------------- | ---------------- |
| Mara Abbott          | UnitedHealthcare |
| Anna Christian       | Orica-AIS        |
| Audrey Cordon        | Hitec Products   |
| Jolien D'Hoore       | Lotto Belisol    |
| Annette Edmondson    | Orica-AIS        |
| Chloe Hosking        | Hitec Products   |
| Elisa Longo Borghini | Hitec Products   |

| Départs                  | Équipe 2015                            |
| ------------------------ | -------------------------------------- |
| Elinor Barker            | Matrix Fitness-Vulpine                 |
| Beatrice Bartelloni      | Alé Cipollini                          |
| Charlotte Becker         | Hitec Products                         |
| Kathryn Bertine          | BMW-Happy Tooth Dental                 |
| Emily Collins            |                                        |
| Rochelle Gilmore         | retraite                               |
| Jessica Mundy            |                                        |
| Joanna Rowsell           | Pearl Izumi Sports Tours International |
| Anna Bianca Schnitzmeier | retraite                               |
| Laura Trott              | Matrix Fitness-Vulpine                 |
| Linda Melanie Villumsen  | UnitedHealthcare                       |
| Rebecca Wiasak           |                                        |

## Effectif et encadrement

### Effectif

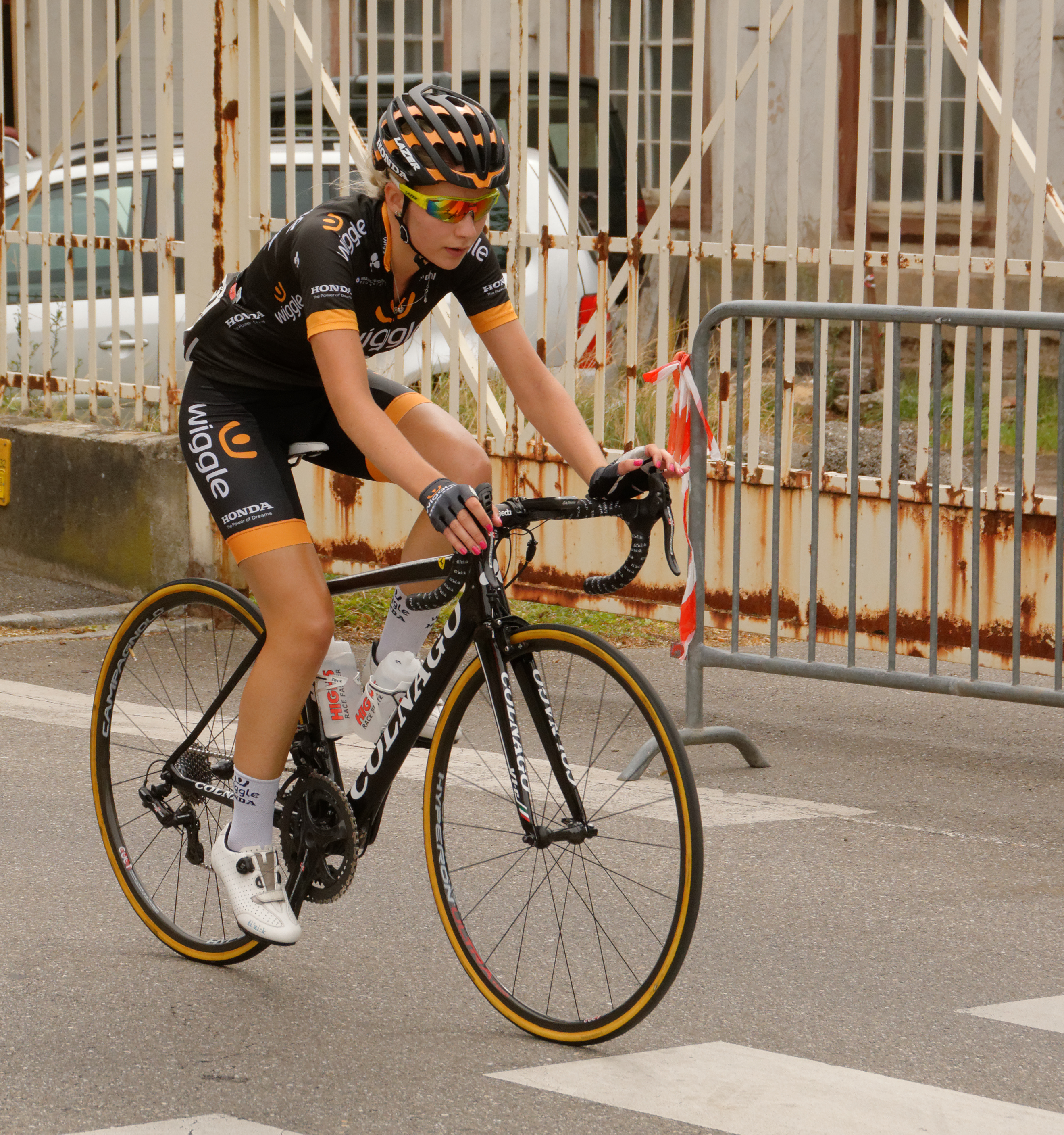
Annette Edmonson rejoint l'équipe

| Cycliste             | Date de naissance | Nationalité | Équipe 2014      |  |
| -------------------- | ----------------- | ----------- | ---------------- |  |
| Mara Abbott          | 14 novembre 1985  | États-Unis  | UnitedHealthcare |  |
| Anna Christian       | 6 août 1995       | Royaume-Uni | Orica-AIS        |  |
| Giorgia Bronzini     | 22 septembre 1989 | Italie      | Wiggle Honda     |  |
| Audrey Cordon        | 22 septembre 1989 | France      | Hitec Products   |  |
| Jolien D'Hoore       | 14 mars 1990      | Belgique    | Lotto Belisol    |  |
| Annette Edmondson    | 12 décembre 1991  | Australie   | Orica-AIS        |  |
| Emilia Fahlin        | 24 octobre 1988   | Suède       | Wiggle Honda     |  |
| Mayuko Hagiwara      | 16 octobre 1986   | Japon       | Wiggle Honda     |  |
| Chloe Hosking        | 1er octobre 1990  | Australie   | Hitec Products   |  |
| Danielle King        | 21 novembre 1990  | Royaume-Uni | Wiggle Honda     |  |
| Elisa Longo Borghini | 10 décembre 1991  | Italie      | Hitec Products   |  |
| Peta Mullens         | 8 mars 1988       | Australie   | Wiggle Honda     |  |
| Amy Roberts          | 24 décembre 1994  | Royaume-Uni | Wiggle Honda     |  |
| Eileen Roe           | 24 septembre 1989 | Royaume-Uni | Wiggle Honda     |  |
| Anna Sanchis Chafer  | 18 octobre 1987   | Espagne     | Wiggle Honda     |  |

### Encadrement
La directrice de l'équipe est l'ancienne coureuse australienne Rochelle Gilmore. Le directeur sportif est Egon van Kessel. Il a pour adjoints Kurt Bogaerts, Nico Claessens et Robert DeCnodder. Le mécanicien est Gerrit Claessens, le soigneur Kristof van Campenhout, Ben Atkins et Bart Hazen sont responsables média.

## Déroulement de la saison

### Janvier-février

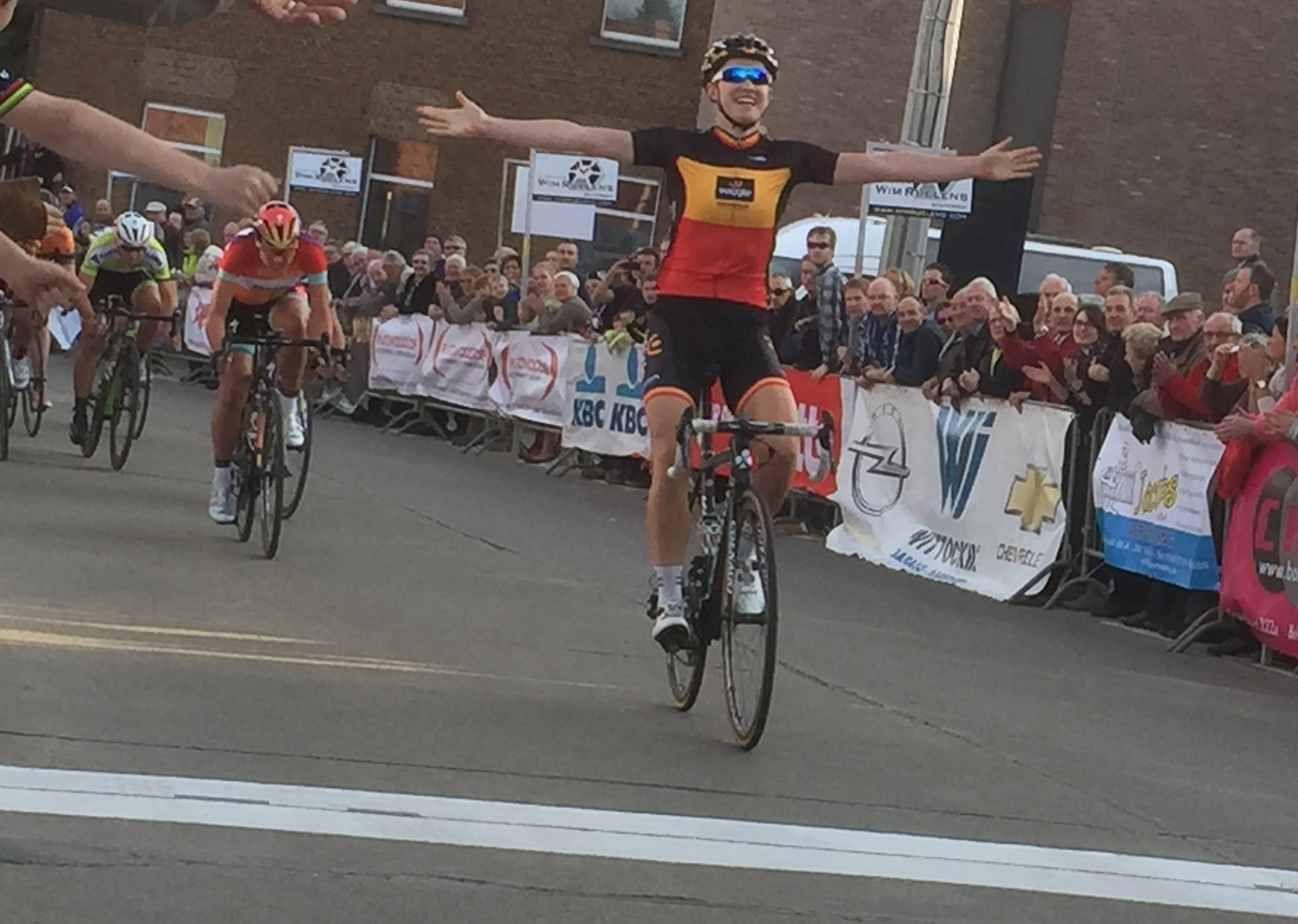
D'Hoore lors de sa victoire sur l'Omloop van het Hageland.

En janvier et février, les membres de l'équipe se distingue sur la piste. Jolien D'Hoore remporte aisément son titre national en omnium en s'imposant sur les dix épreuves de la compétition.
L'équipe commence la saison sur route au Tour du Qatar. Giorgia Bronzini finit deuxième de la première étape qui se finit au sprint. La deuxième étape est venteuse et une course de bordure se forme immédiatement. Chloe Hosking est présente dans le groupe de tête et finit quatrième. Elle prend la même place le lendemain lors d'un nouveau sprint. Elle est deuxième de la dernière étape et conclut le Tour du Qatar à la deuxième place du classement général. La formation Wiggle Honda est la meilleure équipe.
Aux championnats du monde de Saint-Quentin-en-Yvelines, Annette Edmondson gagne deux titres : en poursuite par équipes et en omnium. Dans la première épreuve, l'équipe d'Australie réalise le meilleur temps des qualifications, puis bat facile la Nouvelle-Zélande en demi-finale. Elle domine la Grande-Bretagne en finale et établit un nouveau record du monde. En omnium, Annette Edmondson est cinquième du scratch, deuxième de la poursuite individuelle, septième de l'élimination, première du 500 m, première du tour lancé et quatrième de la course aux points. Au classement général, elle compte 192 points contre 176 pour Laura Trott.

### Mars

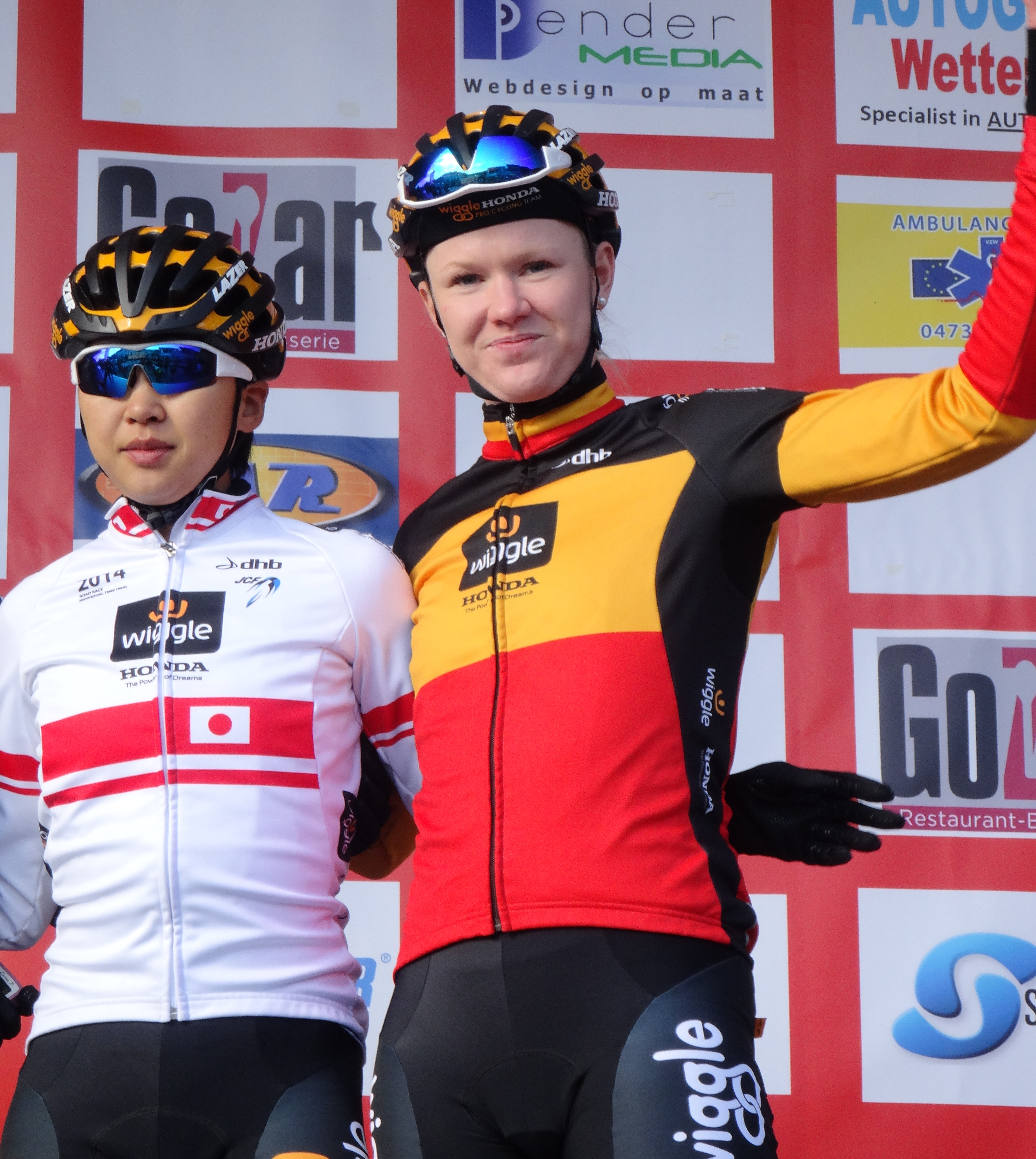
Jolien D'Hoore lors du Samyn des Dames

Sur le Samyn des Dames, Chloe Hosking part en échappée dans le dernier tour avec Emma Johansson et Anna van der Breggen notamment et compte jusqu'à une minute dix d'avance. Finalement, elles sont reprises et elle prend la quatrième place du sprint massif. Lors de la première édition des Strade Bianche, un groupe de leaders se détache au bout de 58 km. Il se scinde en deux dans les derniers secteurs en terre. Les cinq coureuses à l'avant sont : Megan Guarnier, Elizabeth Armitstead, Ashleigh Moolman-Pasio, Anna van der Breggen et Elisa Longo Borghini. L'Italienne termine troisième. Le lendemain, Jolien D'Hoore remporte l'Omloop van het Hageland au sprint. Au Drentse 8 van Dwingeloo, Giorgia Bronzini prend la bonne échappée de huit coureuses qui part à l'arrivée sur le petit circuit. Elle devance ensuite ses compagnons d'échappée au sprint. Au Tour de Drenthe, Elisa Longo Borghini part dans une échappée de quatre à dix kilomètres de l'arrivée, qui de par sa composition semble destinée à aller au bout. Le manque de coopération dans le groupe provoque pourtant un regroupement général dans le final. Au sprint, le train de l'équipe avec Chloe Hosking comme poisson pilote permet à Jolien d'Hoore de s'imposer facilement. À Cholet-Pays de Loire, Audrey Cordon part en échappée avec Amélie Rivat et Miriam Bjornsrud et les bat au sprint. Au Trofeo Alfredo Binda-Comune di Cittiglio, Elisa Longo Borghini fait partie du groupe de six coureuses qui se dispute la victoire au sprint. Elle termine quatrième.

### Avril
Au Tour des Flandres, Giorgia Bronzini et Mayuko Hagiwara suivent les leaders à une cinquantaine de kilomètres de l'arrivée avant de se faire reprendre. À vingt kilomètres de la ligne, Elisa Longo Borghini attaque puis s'impose en solitaire. Jolien d'Hoore règle le groupe des poursuivantes, l'équipe réalise donc le doublet. À la Redlands Bicycle Classic, Mara Abbott termine deuxième de la première étape derrière Alison Jackson. La décision se fait dans la dernière côte où elle mène le rythme. Elle s'impose ensuite sur la troisième étape avec plus d'une minute d'avance sur ses poursuivantes en haut du Oak Glen. Elle prend la tête du classement général par la même occasion et la conserve jusqu'à la fin de l'épreuve.
À l'Energiewacht Tour qui suit, Jolien d'Hoore gagne au sprint la première étape. Elle est quatrième puis cinquième des étapes 2b et 3 toujours au sprint. Elle est enfin deuxième de la dernière étape réglant le groupe des poursuivantes et finit huitième du classement général. Lors de Dwars door de Westhoek, Jolien D'Hoore gagne le sprint pour la deuxième place. À la Flèche wallonne, l'équipe se montre discrète. Elisa Longo Borghini finit dix-huitième.

### Mai
Aux États-Unis, sur Tour of the Gila, Mara Abbott gagne la première étape qui se termine par une montée longue de dix kilomètres. Sur le contre-la-montre de la troisième étape, elle perd cinquante-trois secondes sur Lauren Stephens, qui la talonne désormais au classement général. Elle remporte la difficile dernière étape pour inscrire son nom pour la cinquième fois au palmarès.
En Europe, Chloe Hosking se montre la plus rapide au sprint du 7-Dorpenomloop van Aalburg. En Asie, lors du Tour de l'île de Chongming, l'équipe souhaite lancer le sprint pour l'Australienne. Toutefois le final est confus et Giorgia Bronzini perd sa leader et décide de défendre ses chances en suivant Kirsten Wild. Elle remporte ainsi la manche de Coupe du monde.
Fin mai, l'équipe est à Plumelec en Bretagne. Le vendredi se court la Classique Morbihan, Chloe Hosking s'échappe et s'impose seule. Le samedi, sur l'épreuve dite Grand Prix de Plumelec-Morbihan Dames, Mayuko Hagiwara fait partie du groupe de tête de trois coureuses. Elle termine troisième. Audrey Cordon gagne le sprint du peloton et est cinquième.

### Juin

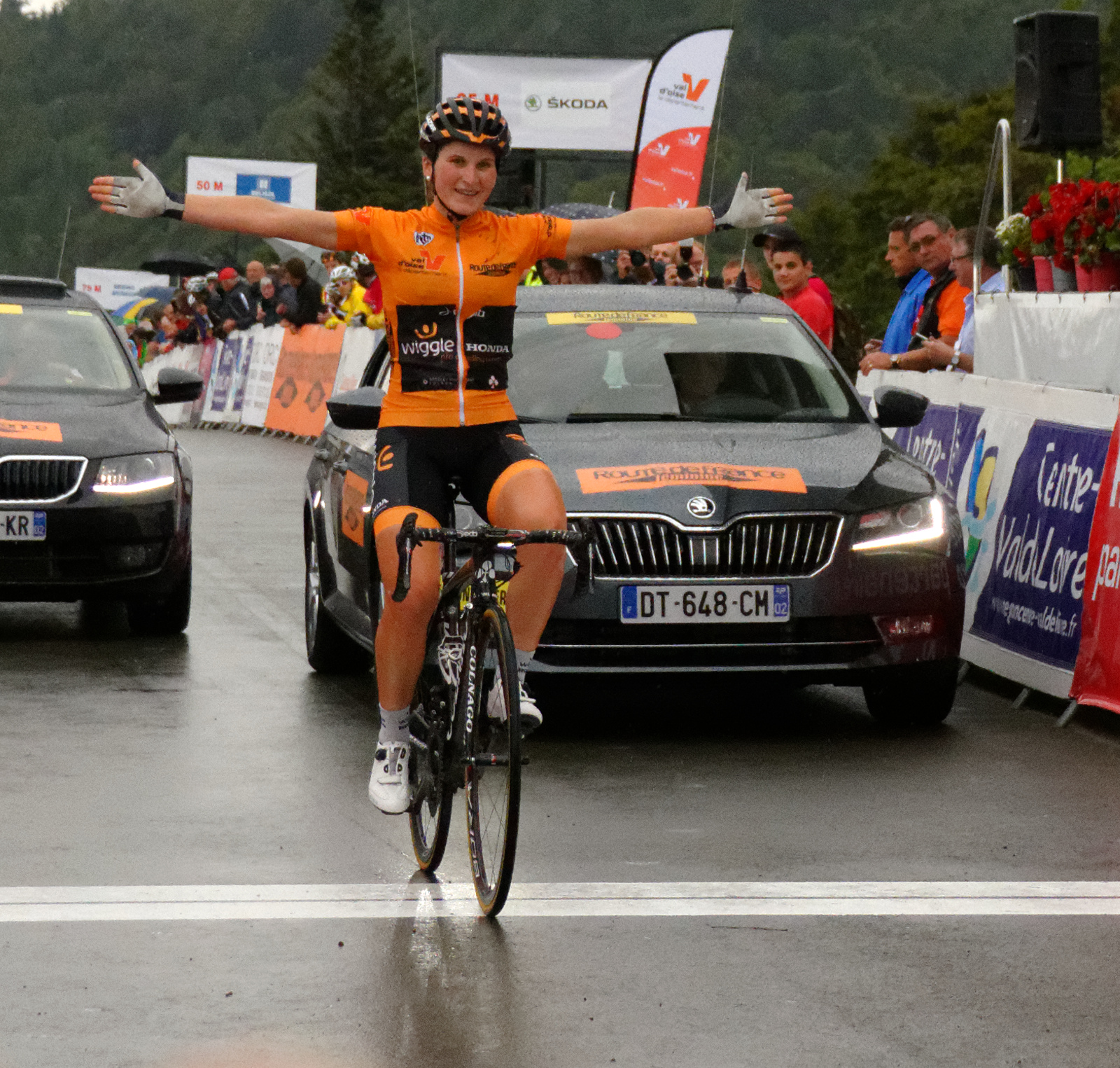
Elisa Longo Borghini lors de la Route de France, ici à La Planche des Belles Filles

La Philadelphia Cycling Classic se joue dans la dernière ascension du mur de Manayunk. Elisa Longo Borghini y est seulement battue par Lizzie Armitstead. Mi-juin, Jolien D'Hoore gagne le Diamond Tour au sprint
. Dans un the Women's Tour où toutes les étapes se terminent au sprint, Jolien d'Hoore est deuxième du classement général grâce aux bonifications. Elle se classe respectivement cinquième, première, septième, treizième et deuxième des cinq étapes du tour.
Sur les championnats nationaux, Audrey Cordon remporte pour la première le championnat de France contre-la-montre après avoir déjà fait plusieurs podiums. En Espagne, Anna Sanchis Chafer réalise le doublet. Au Japon, Mayuko Hagiwara gagne l'épreuve sur route, tout comme Jolien D'Hoore en Belgique. La Japonaise avait auparavant terminé deuxième de l'épreuve contre-la-montre. En Italie, Elisa Longo Borghini finit deuxième derrière Elena Cecchini partie seule.

### Juillet
Au Tour d'Italie, Elisa Longo Borghini et Mara Abbott se trouvent dans le groupe de leaders lors de la deuxième étape et termine respectivement quatrième et huitième. Mayuko Hagiwara prend la bonne échappée le lendemain et finit cinquième. La Japonaise confirme sa bonne forme en s'échappant de nouveau lors sur la sixième étape avec Shara Gillow, Lizzie Armitstead, Elena Berlato, Alice Maria Arzuffi et Sharon Laws. Elle attaque ensuite dans la dernière ascension pour s'imposer en solitaire. Elisa Longo Borghini est septième. Mara Abbott anime la septième étape mais n'est pas récompensée pour ses efforts. Elisa Longo Borghini finit cinquième. L'Américaine est septième du contre-la-montre de la huitième étape. Le matin de la dernière étape qui est une arrivée au sommet, elle compte deux minutes trente de retard sur la porteuse du maillot rose Anna van der Breggen et pointe à la cinquième place du général. Elle met à profit ses qualités de grimpeuse et attaque à trois kilomètres de l'arrivée. Elle gagne avec presque une minute d'avance sur la Néerlandaise et remonte à la deuxième place du classement général. Elisa Longo Borghini est huitième. Fin juillet, sur La Course by Le Tour de France, Jolien D'Hoore gagne le sprint du peloton pour la deuxième place derrière Anna van der Breggen.
Au BeNe Ladies Tour, Jolien D'Hoore montre une grande maîtrise. Elle remporte la première étape en réglant au sprint le groupe d'échappée où elle est accompagnée de sa coéquipière Chloe Hosking, de Floortje Mackaij et d'Elena Cecchini. Elle gagne le lendemain le contre-la-montre le matin et conforte ainsi sa position de leader. Elle récidive l'après-midi au sprint cette fois. Sur la dernière étape, Chloe Hosking termine troisième. Jolien D'Hoore remporte les classements général et par points de l'épreuve. Au même moment, Mayuko Hagiwara participe au Tour de Bretagne dans une équipe mixte. Elle gagne la troisième étape en solitaire.

### Août
Au Tour de Bochum, Jolien D'Hoore se classe huitième du sprint.
Sur la Route de France, Annette Edmondson est quatrième du prologue, Elisa Longo Borghini huitième. L'Australienne se fait coiffer d'un fil par Lucy Garner lors de l'arrivée au sprint de la première étape. Elle emmène avec succès le lendemain le sprint de Giogia Bronzini, qui remporte l'étape. La troisième étape est plus difficile. Elisa Longo Borghini gagne seule devant un groupe de douze coureuses. L'Italienne s'empare également du maillot de leader du classement général. Annette Edmondson est deuxième du sprint massif de la quatrième étape. Lors de l'étape reine qui se conclut à La Planche des Belles Filles, Mayuko Hagiwara accélère dans le col des Chevrères, préparant ainsi l'attaque d'Elisa Longo Borghini dans les cinq cents mètres du col. Elle gère son effort jusqu'à l'arrivée et s'impose seule. Elle conforte ainsi sa place au classement général. La dernière étape est gagnée au sprint par Giorgia Bronzini, tandis qu'Elisa Longo Borghini inscrit son nom au palmarès.
Fin août, Jolien D'Hoore gagne l'Open de Suède Vårgårda en devançant au sprint Giorgia Bronzini et le groupe d'une trentaine de coureuses qui se dispute la victoire. Elle devient leader de la Coupe du monde, mais décide ne pas participer au Grand Prix de Plouay afin de mieux préparer les championnats du monde et parce que le parcours ne correspond pas à ses caractéristiques. Sur cette dernière course, Elisa Longo Borghini suit les meilleures et se classe neuvième.

### Septembre

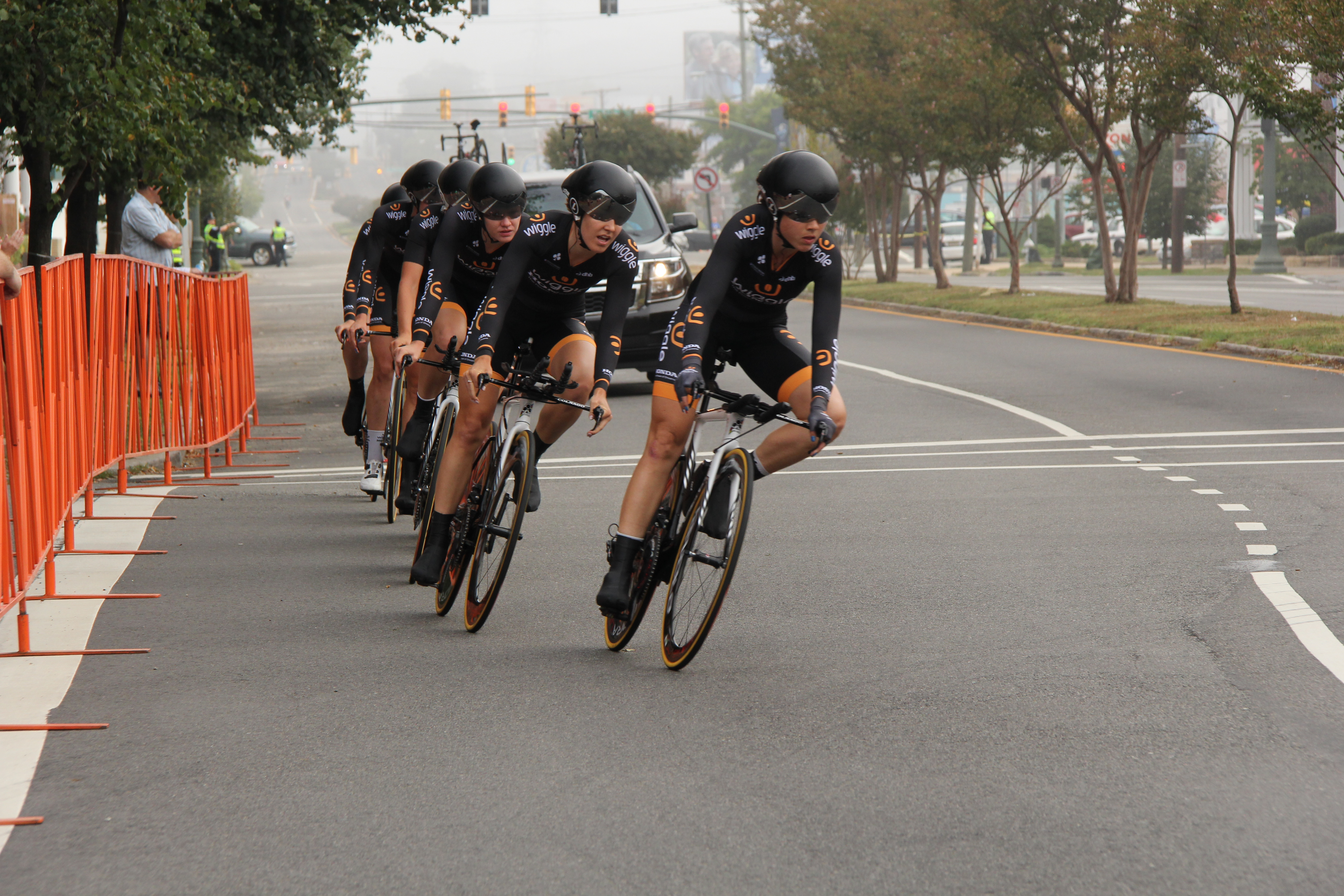
Wiggle-Honda lors du championnat du monde de contre-la-montre par équipes

Jolien D'Hoore remporte ensuite les deux premières étapes de l'Holland Ladies Tour au sprint. Elle est sixième le lendemain, alors qu'une échappée se dispute la victoire. Sur la cinquième étape, la victoire se joue à peu de chose entre elle, Lisa Brennauer et Kirsten Wild, elle est troisième. Enfin, Elisa Longo Borghini se classe deuxième de l'étape finale qui se conclut dans la montée du Cauberg.
Aux championnats du monde, la formation se classe quatrième du contre-la-montre par équipes. Audrey Cordon est sélectionnée pour l'épreuve du contre-la-montre individuel et se classe vingt-troisième. Elisa Longo Borghini, Giorgia Bronzini, Emilia Fahlin, Jolien D'Hoore, et Anna Sanchis prennent également le départ de la course en ligne. La première finit quatrième de la course qui se joue au sprint.

### Octobre
En octobre, Elisa Longo Borghini conclut sa saison au Tour d'Émilie sous les couleurs italiennes. Elle s'impose sous la pluie devant Asleigh Moolman et Amber Neben.

## Bilan de la saison
La formation Wiggle Honda est celle qui a remporté le plus de victoires UCI dans la saison : trente-cinq. Treize d'entre elles sont à mettre au compte de la recrue et sprinteuse belge Jolien D'Hoore, ce qui en fait la coureuse la plus prolifique du circuit mondial. Elle remporte notamment deux manches de Coupe du monde : le Tour de Drenthe et l'Open de Suède Vårgårda, ainsi que son titre national sur route. Elle est troisième au classement UCI. Une autre recrue, Elisa Longo Borghini réalise une très bonne saison en gagnant le Tour des Flandres et la Route de France. Elle est cinquième mondiale. Enfin, Giorgia Bronzini permet à l'équipe d'ajouter une quatrième manche de la Coupe du monde au bilan de l'équipe avec le Tour de l'île de Chongming. Malgré toutes ces victoires, la formation Wiggle Honda n'est que troisième du classement UCI, devancée par Rabo Liv Women et Boels Dolmans.
Elle est élue équipe de l'année par les lecteurs de cycling news.

### Victoires

#### Sur route
| Date          | Course                                     | Pays        | Classe | Vainqueur            |
| ------------- | ------------------------------------------ | ----------- | ------ | -------------------- |
| 8 mars        | Omloop van het Hageland                    | Belgique    | 1.2    | Jolien D'Hoore       |
| 12 mars       | Drentse 8 van Dwingeloo                    | Pays-Bas    | 1.2    | Giorgia Bronzini     |
| 14 mars       | Tour de Drenthe                            | Pays-Bas    | CDM    | Jolien D'Hoore       |
| 22 mars       | Grand Prix de Cholet                       | France      | 1.2    | Audrey Cordon        |
| 5 avril       | Tour des Flandres                          | Belgique    | CDM    | Elisa Longo Borghini |
| 9 avril       | 1re étape de l'Energiewacht Tour           | Pays-Bas    | 2.2    | Jolien D'Hoore       |
| 29 avril      | 1re étape du Tour of the Gila              | États-Unis  | 2.2    | Mara Abbott          |
| 3 mai         | 5e étape du Tour of the Gila               | États-Unis  | 2.2    | Mara Abbott          |
| 3 mai         | Tour of the Gila                           | États-Unis  | 2.2    | Mara Abbott          |
| 9 mai         | 7-Dorpenomloop van Aalburg                 | Pays-Bas    | 1.2    | Chloe Hosking        |
| 17 mai        | Tour de l'île de Chongming                 | Chine       | CDM    | Giorgia Bronzini     |
| 29 mai        | La Classique Morbihan                      | France      | 1.2    | Chloe Hosking        |
| 14 juin       | Diamond Tour                               | Belgique    | 1.1    | Jolien D'Hoore       |
| 18 juin       | 2e étape de The Women's Tour               | Royaume-Uni | 2.1    | Jolien D'Hoore       |
| 25 juin       | Championnats de France du contre-la-montre | France      | CN     | Audrey Cordon        |
| 26 juin       | Championnats d'Espagne du contre-la-montre | Espagne     | CN     | Anna Sanchis Chafer  |
| 27 juin       | Championnats d'Espagne sur route           | Espagne     | CN     | Anna Sanchis Chafer  |
| 28 juin       | Championnats du Japon sur route            | Japon       | CN     | Mayuko Hagiwara      |
| 28 juin       | Championnats de Belgique sur route         | Belgique    | CN     | Jolien D'Hoore       |
| 9 juillet     | 6e étape du Tour d'Italie                  | Italie      | 2.1    | Mayuko Hagiwara      |
| 12 juillet    | 9e étape du Tour d'Italie                  | Italie      | 2.1    | Mara Abbott          |
| 17 juillet    | 1re étape du BeNe Ladies Tour              | Belgique    | 2.2    | Jolien D'Hoore       |
| 18 juillet    | 2e étape secteur a du BeNe Ladies Tour     | Belgique    | 2.2    | Jolien D'Hoore       |
| 18 juillet    | 2e étape secteur b du BeNe Ladies Tour     | Belgique    | 2.2    | Jolien D'Hoore       |
| 18 juillet    | 3e étape du Tour de Bretagne               | France      | 2.2    | Mayuko Hagiwara      |
| 19 juillet    | BeNe Ladies Tour                           | Belgique    | 2.2    | Jolien D'Hoore       |
| 11 août       | 2e étape de la Route de France             | France      | 2.1    | Giorgia Bronzini     |
| 12 août       | 3e étape de la Route de France             | France      | 2.1    | Elisa Longo Borghini |
| 14 août       | 5e étape de la Route de France             | France      | 2.1    | Elisa Longo Borghini |
| 15 août       | 6e étape de la Route de France             | France      | 2.1    | Giorgia Bronzini     |
| 15 août       | Route de France                            | France      | 2.1    | Elisa Longo Borghini |
| 23 août       | Open de Suède Vårgårda                     | Suède       | CDM    | Jolien D'Hoore       |
| 1er septembre | 1re étape du Holland Ladies Tour           | Pays-Bas    | 2.1    | Jolien D'Hoore       |
| 2e septembre  | 2e étape du Holland Ladies Tour            | Pays-Bas    | 2.1    | Jolien D'Hoore       |
| 10 octobre    | Tour d'Émilie                              | Italie      | 1.1    | Elisa Longo Borghini |

#### Sur piste
| Date        | Course                                         | Pays        | Classe | Vainqueur         |
| ----------- | ---------------------------------------------- | ----------- | ------ | ----------------- |
| 4 janvier   | Championnats de Belgique de l'omnium           | Belgique    | CN     | Jolien D'Hoore    |
| 19 février  | Championnats du monde de poursuite par équipes |             | CM     | Annette Edmondson |
| 22 février  | Championnats du monde de l'omnium              |             | CM     | Annette Edmondson |
| 28 mai      | Omnium d'Adelaide                              | Australie   | C1     | Annette Edmondson |
| 1er juillet | Course aux points Fiorenzuola d'Arda           | Italie      | C1     | Giorgia Bronzini  |
| 5 décembre  | Poursuite par équipes de Cambridge             | Royaume-Uni | CDM    | Annette Edmondson |

### Résultats sur les courses majeures

#### Coupe du monde
| Date     | #  | Course                                   | Meilleure classée    | Classement |
| -------- | -- | ---------------------------------------- | -------------------- | ---------- |
| 14 mars  | 1  | Tour de Drenthe                          | Jolien D'Hoore       | Vainqueur  |
| 29 mars  | 2  | Trofeo Alfredo Binda-Comune di Cittiglio | Elisa Longo Borghini | 4e         |
| 5 avril  | 3  | Tour des Flandres                        | Elisa Longo Borghini | Vainqueur  |
| 22 avril | 4  | Flèche wallonne                          | Elisa Longo Borghini | 18e        |
| 17 mai   | 5  | Tour de l'île de Chongming               | Giorgia Bronzini     | Vainqueur  |
| 7 juin   | 6  | Philadelphia Cycling Classic             | Elisa Longo Borghini | 2e         |
| 2 août   | 7  | Tour de Bochum                           | Jolien D'Hoore       | 8e         |
| 21 août  | 8  | Open de Suède Vårgårda TTT               | Wiggle Honda         | 5e         |
| 23 août  | 9  | Open de Suède Vårgårda                   | Jolien D'Hoore       | Vainqueur  |
| 29 août  | 10 | GP de Plouay-Bretagne                    | Elisa Longo Borghini | 8e         |

Au classement final de la Coupe du monde, Jolien d'Hoore est troisième, Elisa Longo Borghini quatrième et Giorgia Bronzini huitième. La formation est deuxième au classement par équipes.

#### Grand tour
| Grand tour            | Tour d'Italie        |
| --------------------- | -------------------- |
| Coureuse (classement) | Mara Abbott (2e)     |
| Accessits             | 2 victoires d'étapes |

## Classement UCI
| Rang | Coureuse             | Points |
| ---- | -------------------- | ------ |
| 3    | Jolien D'Hoore       | 962    |
| 5    | Elisa Longo Borghini | 864    |
| 21   | Giorgia Bronzini     | 446    |
| 25   | Chloe Hosking        | 333    |
| 49   | Mayuko Hagiwara      | 166    |
| 53   | Mara Abbott          | 149    |
| 85   | Audrey Cordon        | 95     |
| 112  | Annette Edmondson    | 64     |
| 140  | Anna Sanchis Chafer  | 44     |
| 168  | Danielle King        | 33     |
| 313  | Peta Mullens         | 10     |
| 647  | Eileen Roe           | 1      |
| 659  | Emilia Fahlin        | 1      |

Wiggle Honda est troisième au classement par équipes.